# 諸星和己
諸星 和己（もろほし かずみ、1970年8月12日 - ）は、静岡県富士市出身の歌手、俳優、タレントであり、男性アイドルグループ・光GENJIの元メンバー。

## 経歴
1984年5月に家出をして上京。後にジャニーズ事務所に入所。1987年に「光GENJI」のメンバーとしてデビュー。1991年にミュージカル『GOLDEN BOY』にてミュージカル初主演。1994年に1stソロ・シングル『一匹狼』をリリース（オリコン週間ランキング9位）、2ndソロ・シングル『ECSTACY』をリリース（オリコン週間ランキング20位）、1stソロ・アルバム『RA・KU・GA・KI』をリリース（オリコン週間ランキング15位）。
1995年にグループ解散後、ジャニーズ事務所から独立し、歌手、俳優、タレントとして活動、辰吉丈一郎へ入場曲提供などマルチに活動し、その後ニューヨークに拠点を移した。
2000年に自社音楽レーベル「PINK A ROCK RECORDS」を設立後、毎年ファンクラブ限定販売CDを発表している（現在は各種配信サイトにて配信）。
2003年にアルバム『shake』を一般販売にて発表。2004年にシングル3作品を発表『Real Action』『Nine Ball』『SAD SOUND』。2007年にシングル『なぁ』にてオリコン週間インディーズランキング１位を獲得。
2009年に『EVIL DEAD THE MUSICAL〜死霊のはらわた〜』で独立後ミュージカル初主演。『キャバレー』では藤原紀香と共演した。
2011年に120名以上が参加したTUBEのチャリティープロジェクト『RESTART JAPAN』に参加。2014年に公開された大沢樹生の初監督映画『鷲と鷹』では主演を務めた。
2020年8月にはアメーバオフィシャルブログを開設し、ハワイ在住であることを公表した。

## 人物
身長169cm。特技はスキューバダイビング。趣味はゴルフ、乗馬、バイク、ギター、絵画、書道。
ビートたけしとは親交があり、1994年にたけしが飲酒運転でバイク事故を起こした際は第一発見者として通報している。また、ジャニーズ事務所退社後にはたけし軍団に入ったが、たけしから与えられた芸名「モロモロダシ」が嫌で、わずか3日で脱退した。
光GENJI時代のメンバーカラーはピンク。天真爛漫なキャラクターと印象的な笑顔で、メンバーの中で人気・知名度共に最も高く爆発的な人気を得た。レコードジャケットやポスター撮影などでも多くの場合中心に位置していた他、1990年頃まで頭にはバンダナを巻き羽根を付けるなど衣装も他のメンバーのものより一工夫されたものを身に付けることが多く、グループのフロントマン、アイコン的な立ち位置だった。

## ディスコグラフィ

### アルバム
- RA・KU・GA・KI（1994年、JAN 4988013553439）
- shake（2003年、JAN 4562149990018）

### シングル・その他
- 一匹狼 LONELY WOLF（1994年、JAN 4988013529533）
- ECSTACY（1994年、JAN 4988013564633）
- Real Action（2004年、JAN 4948722149002）
- Nine Ball（2004年、JAN 4948722155164）
- SAD SOUND（2004年、JAN 4948722167464）
- なぁ（2007年、JAN 4571157544281）
- 俺らなんにもね〜（2011年、JAN 4580300403627）
- あさきゆめみし（2015年、JAN 4571483867382）

### VHS
- FIRST SOLO CONCERT 一匹狼 LONELY WOLF（1994年、JAN 4988013740471）
- あの日のこと KAZUMI MOROHOSHI in Land of Glory（1994年、JAN 4988013753679）

### DVD
- FIRST SOLO CONCERT 一匹狼 LONELY WOLF（2004年、JAN 4988013694903）
- あの日のこと KAZUMI MOROHOSHI in Land of Glory（2004年、JAN 4988013695009）
- BIRTHDAY LIVE 〜Volt-age40〜（2010年、JAN 4571369475878）
- Another side story 〜Still at〜（2010年、JAN 4571369475953）FIRST SOLO CONCERT 一匹狼 LONELY WOLF（2004年、JAN 4988013694903）
- あの日のこと KAZUMI MOROHOSHI in Land of Glory（2004年、JAN 4988013695009）
- BIRTHDAY LIVE 〜Volt-age40〜（2010年、JAN 4571369475878）
- Another side story 〜Still at〜（2010年、JAN 4571369475953）

## 出演

### テレビドラマ

#### 連続ドラマ
- ナースのお仕事（1996年、フジテレビ）[23]
- メロディ（1997年、TBS）[24]
- ハッピー・マニア（1998年、フジテレビ）[25]
- ヤマダ一家の辛抱（1999年、TBS）[26]
- うさぎがもちつき（2007年、BS-i）[27]

#### 単発ドラマ
- ダンナ様は18歳（1990年、TBS）[28]
- 清水次郎長物語（1995年、フジテレビ）[29]
- ザ・介護番長（2005年、TBS）[30]

### 映画
- ふ・し・ぎ・なBABY（1988年）[31]
- 幕末のスパシーボ（1997年9月20日公開、東和ビデオ） ※主題歌「終わりのない夢」提供
- 極道の妻たち 赤い殺意（1999年）[31]
- 鷲と鷹（2014年）[31]
- CONFLICT 〜最大の抗争〜（2016年）[31]

### 舞台
- マッスルミュージカル Voyage〜旅立ち〜（2008年、渋谷マッスルシアター）[32]
- EVIL DEAD THE MUSICAL〜死霊のはらわた〜（2009年、サンシャイン劇場）[16]
- キャバレー（2010年、日生劇場ほか）[33]
- キャバレー（2012年、梅田芸術劇場・中日劇場）[17]
- 走れメロス（2012年、Bunkamuraオーチャードホールほか）[34][35]
- 4BLOCKS（2015年、サンシャイン劇場）[36]
- Honganji（2016年1-2月、新歌舞伎座・中日劇場・EX THEATER ROPPONGI）[37]
- Honganji〜リターンズ〜（2016年8月、明治座）[38]
- Last Shangri-La（2020年、東京芸術劇場シアター・ウエスト）[39]

### バラエティ番組
- 諸星和己のうちばら（2006年9月2日 - 12月23日、沖縄テレビ）
- しゃべくりDJ 諸星和己のミュージックアワー!（2017年、歌謡ポップスチャンネル）[40]
- しゃべくりDJ 寺田恵子&諸星和己のミュージックアワー!（2018年、歌謡ポップスチャンネル）[41]
- HITOSHI MATSUMOTO presents FREEZE（2018年、Amazon Prime Video）[42]。
- 5時に夢中!（2020～2023頃、金曜日ゲストとして年数回。TOKYO-MXテレビ）

### 報道
- 情報プロジェクトS（2001年10月 - 2002年3月）「Be New Yorker」担当

## 作品

### 出版物
- 『根性 : 光GENJI全集』集英社、1990年、ISBN 4087801217
- 『くそ長〜いプロフィール』主婦と生活社、2004年、ISBN 978-4-391-12895-6
- 『諸星和己のスロースタイル・ダイエット〜PLAY WORK〜』講談社、2007年、ISBN 978-4062142410

### プロデュース商品
- 食べるラー油[43]